# Santiago Urquiaga
Santiago Urquiaga Pérez (Barakaldo, 14 aprile 1958) è un ex calciatore spagnolo di origini basche, di ruolo difensore.

## Carriera

### Giocatore

#### Club
Dopo aver iniziato la carriera nella cantera nell'Athletic Bilbao, debuttò in prima squadra nella stagione 1978-1979. Divenne poi uno dei giocatori determinanti nella conquista dei due campionati e della Coppa del Re.
Nel 1987 passò all'Espanyol con cui raggiunse la finale di Coppa UEFA nel 1988, persa poi contro i tedeschi occidentali del Bayer Leverkusen.
Si ritirò nel 1989, a trentun anni.

#### Nazionale
Con la Spagna giocò complessivamente 14 partite e disputò le Olimpiadi estive di Mosca nel 1980, il campionato del mondo 1982 e il campionato d'Europa 1984. Debuttò il 26 marzo 1980 a Barcellona contro l'Inghilterra mentre giocò la sua ultima partita il 14 novembre 1984 a Glasgow contro la Scozia.

### Dirigente
Essendo rimasto molto legato alla dirigenza dell'Athletic Club, entra a farne parte ricoprendo il ruolo di direttore logistico del centro tecnico di Lezama, sede del settore giovanile del team basco.

## Palmarès

### Club

#### Competizioni nazionali
- Campionato spagnolo: 2

Athletic Bilbao: 1982-1983, 1983-1984
- Coppa di Spagna: 1

Athletic Bilbao: 1983-1984
- Supercoppa di Spagna: 1

Athletic Bilbao: 1984